# Arkaparken

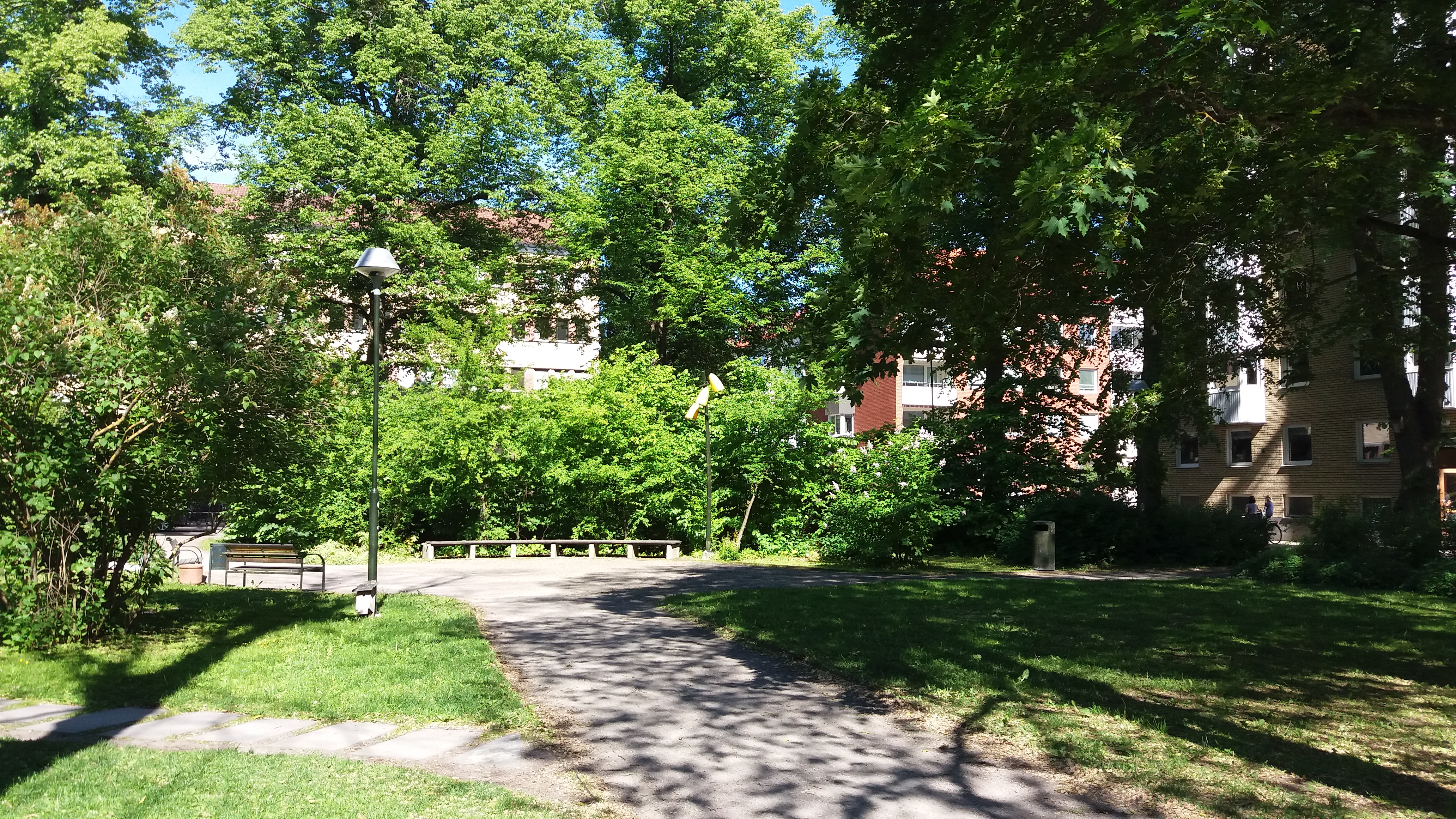
Arkaparken

Arkaparken är en park i centrala Uppsala som gränsar till Odensgatan, Sturegatan och Sysslomansgatan.  Där finns planteringar. Parken har tidigare kallats Kvarteret Rinda. 
Vid parken ligger Nykterhetsvännernas Studenthem, som kallas för Arken. 